# La Liberté sur l'Atlantique
Singles de Mireille Mathieu
Made in France
(1985) Après toi
(1986)
Pistes de La Demoiselle d'Orléans
Tout simplement une femme Évidemment
La Liberté sur l'Atlantique est une chanson interprétée par la chanteuse française Mireille Mathieu publiée en France chez Ariola en 1986. Cette chanson fut publiée à l'occasion du centenaire de la statue de la Liberté.

## Crédits du 45 tours
Mireille est accompagnée par :
- le grand orchestre de Pierre Porte pour La Liberté sur l'Atlantique et Liberty Land[1].

La photo de la pochette est de Peter Wessbrich.
La maquette du disque est de Claude Caudron.

## Reprises
La Liberté sur l'Atlantique connaîtra une version anglaise sous le nom Liberty Land, se trouvant sur la face B du 45 tours.

## Principaux supports discographiques
La Liberté sur l'Atlantique se retrouve pour la première fois sur le 72e 45 tours français de la chanteuse sorti en 1985 chez Ariola avec ce titre en face A et Liberty Land en face B .